# Distrito de Surselva

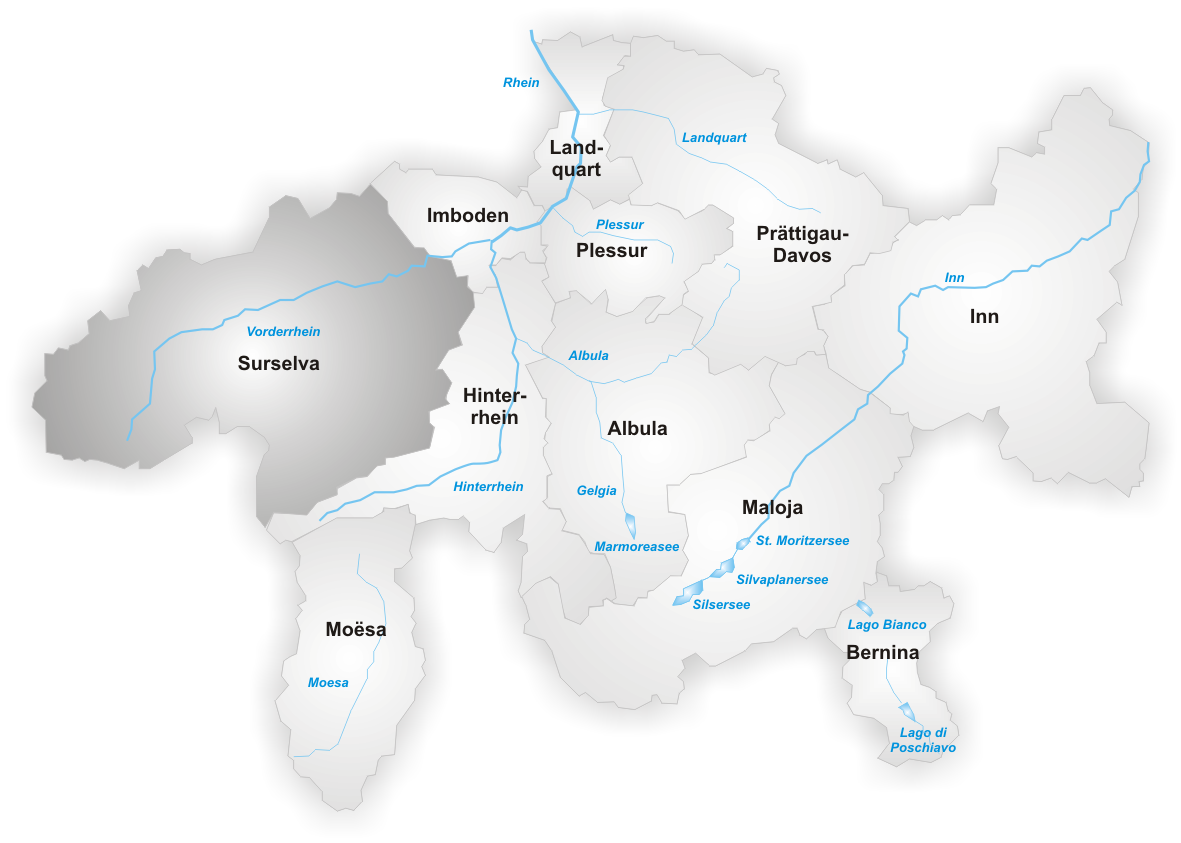
O antigo distrito de Surselva

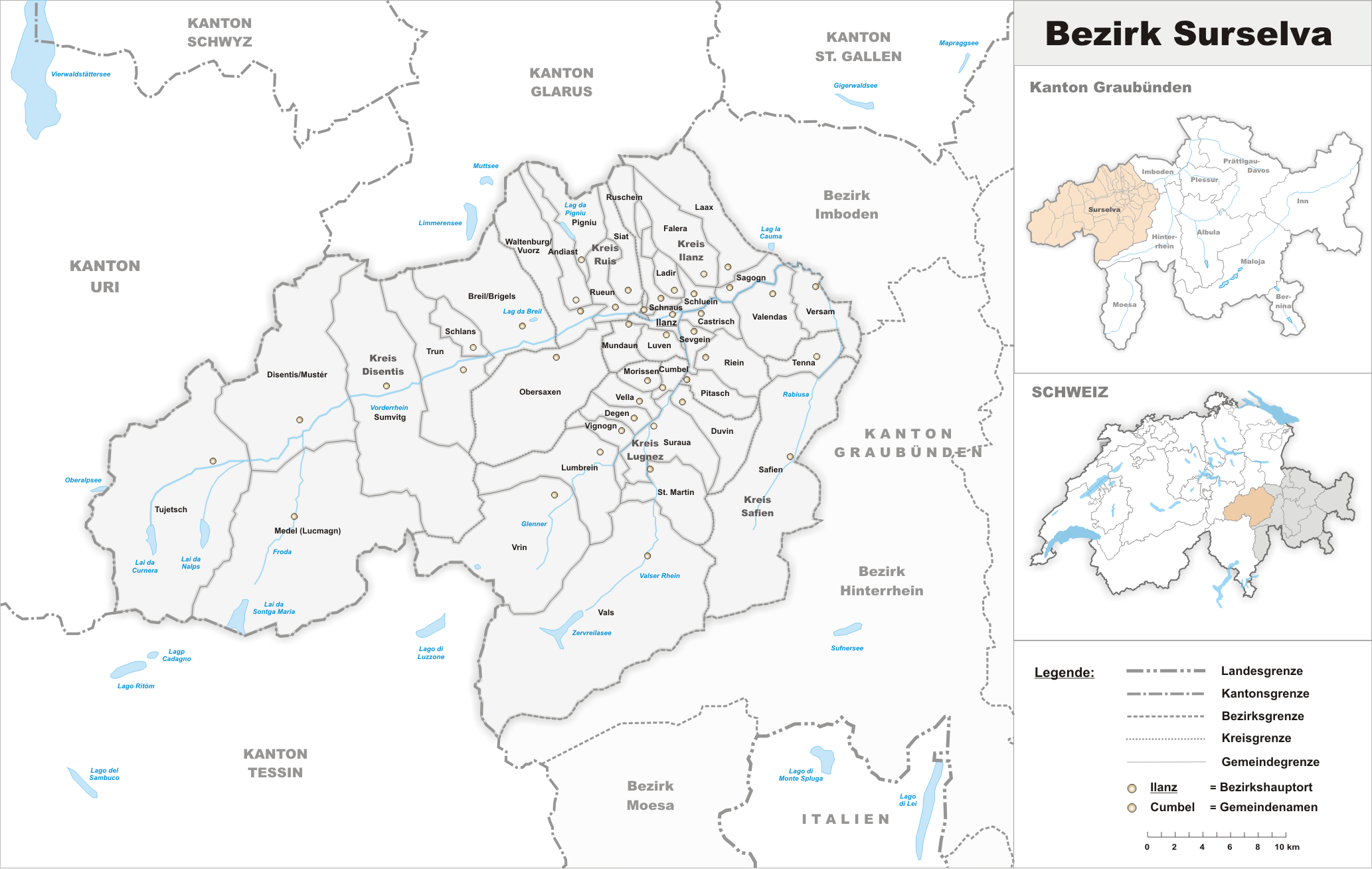
As comunas do antigo distrito

O distrito de Surselva foi um dos 11 distritos do cantão de Grisões na Suíça. Tinha área de 1,373.39 km² e uma população de 21,915 (em dezembro de 2009). 
Foi substituído pela Região de Surselva em 1 de janeiro de 2016, como parte de uma reorganização territorial do Cantão.

## Antiga composição
Tinha 43 comunas divididas em cinco círculos comunais (Kreis):

### Círculo communal deDisentis/Mustér
- Breil/Brigels
- Disentis/Mustér
- Medel
- Sumvitg
- Trun
- Tujetsch

### Círculo communal deIlanz
- Castrisch
- Falera
- Ilanz
- Laax
- Ladir
- Luven
- Mundaun
- Pitasch
- Riein
- Ruschein
- Sagogn
- Schluein
- Schnaus
- Sevgein
- Valendas
- Versam

### Círculo communal deLumnezia/Lugnez
- Cumbel
- Degen
- Duvin
- Lumbrein
- Morissen
- Sankt Martin
- Suraua
- Vals
- Vella
- Vignogn
- Vrin

### Círculo communal deRuis
- Andiast
- Obersaxen
- Pigniu
- Rueun
- Siat
- Waltensburg/Vuorz

### Círculo communal deSafien
- Safien
- Tenna

## Línguas
O Romanche era a língua predominante do distrito. Há uma grande minoria falante do alemão em Obersaxen e Vals.  A porcentagem de falantes da língua romanche está em declínio e o alemão ocupa esse espaço.
| Línguas do distrito de Surselva, GR |            |             |
| Línguas                             | Censo 2000 | Censo 2000  |
| Línguas                             | Número     | Porcentagem |
| Alemão                              | 7,335      | 34.5 %      |
| Romanche                            | 12,606     | 59.4 %      |
| Italiano                            | 289        | 1.4 %       |
| TOTAL                               | 21,231     | 100 %       |